# کلیسای سانتا باربارا (کیتو)
کلیسای سانتا باربارا (به اسپانیایی: Iglesia de Santa Bárbara) یکی از کلیساهای تاریخی شهر کیتو در اکوادور است. بنای کلیسا در قرن شانزدهم تأسیس شد و در سبک نئوکلاسیک فعلی خود در قرن نوزدهم بازسازی شد. 